# Sutorina
Sutorina (in montenegrino cirillico Суторина), in passato Sant'Irene, è un centro abitato del Montenegro, compreso nel comune di Castelnuovo nel sud della Dalmazia. È situato lungo la valle del torrente omonimo, all'entrata delle Bocche di Cattaro.
Poco distante dall'abitato, risalendo la valle, sorge il valico confinario internazionale con la Croazia sulla Magistrale adriatica, la principale strada statale costiera che corre lungo la sponda orientale dell'Adriatico.

## Origini del nome
L'attuale denominazione italiana e slava (croata, montenegrina, serba, bosniaca) rappresenta una tradizionale alterazione del toponimo storico "Sant'Irene", peculiare dell'area dalmata ed evidente in molti altri derivati da nomi di santi, come probabile retaggio o influsso della estinta lingua dalmatica.

## Storia

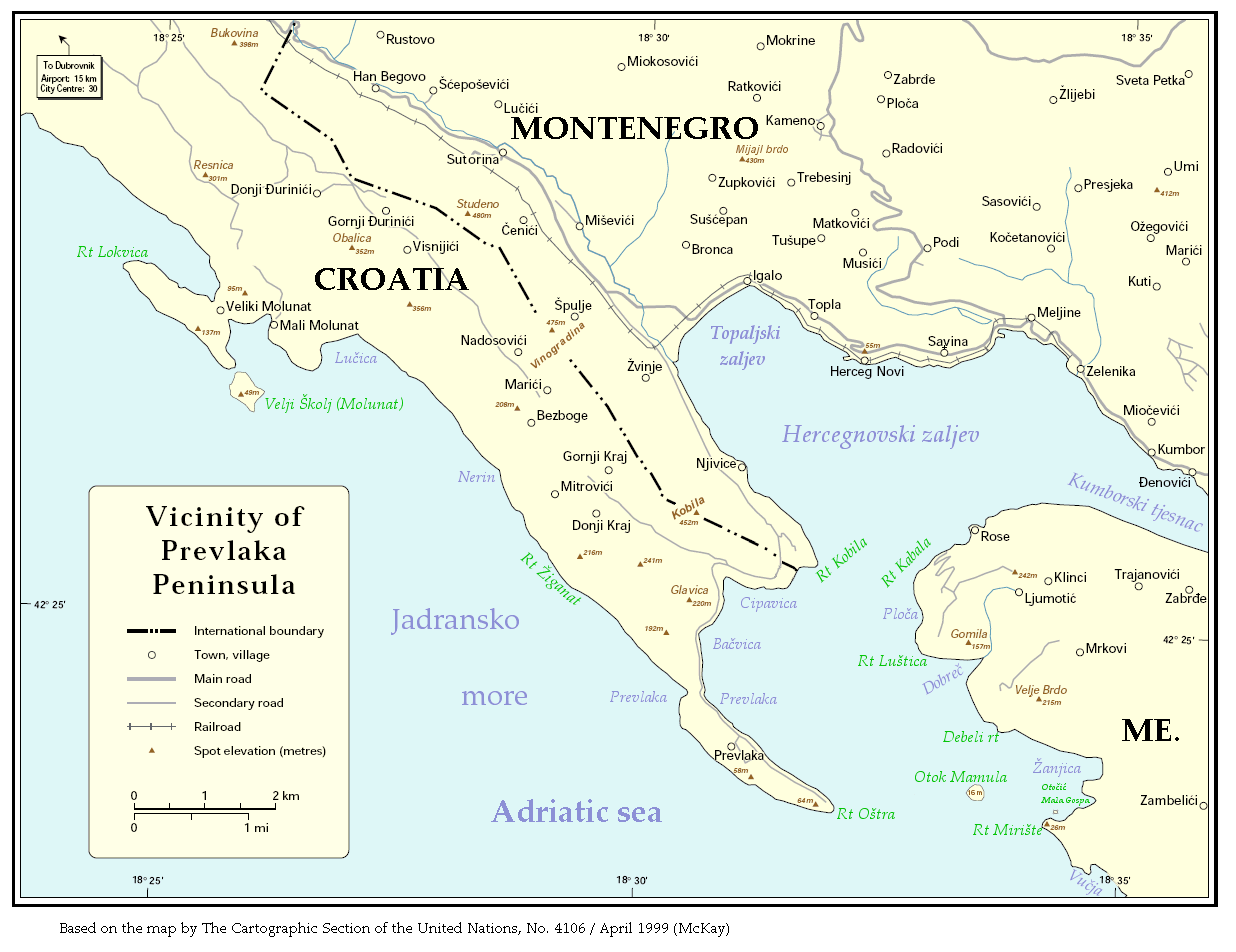
Posizione di Sutorina

Nel 1419 il territorio di Sutorina (Sant'Irene) fu acquisito dalla Repubblica di Ragusa ma nel 1699 fu dalla stessa ceduto, assieme a Neum, all'Impero ottomano che l'aggregò all'Erzegovina. Con tali concessioni i ragusei intesero isolare i propri territori da quelli della Repubblica di Venezia, che alcuni anni prima aveva stabilito il proprio saldo dominio anche nella vicina Castelnuovo.
Durante la seconda guerra mondiale, smembrato il Regno di Iugoslavia a cui apparteneva, Sutorina fu eretta a comune della provincia di Cattaro, suddivisione amministrativa del Governatorato della Dalmazia, dipendente dal Regno d'Italia dal 1941 al 1943.
Nel successivo periodo iugoslavo la sua appartenenza fu contesa tra il Montenegro e la Bosnia ed Erzegovina: tornò brevemente erzegovese dal 1943 fino al 1947, anno in cui col suo territorio di ca. 75 km² fu riconosciuta al Montenegro.
Ma l'Erzegovina anche in seguito ha continuato a richiederne la restituzione: Sutorina infatti riveste per questo stato un'importanza strategica, rappresentando l'unico possibile accesso diretto alle acque internazionali (poiché il corridoio di Neum si affaccia alle acque territoriali croate).
Con la dissoluzione iugoslava e l'indipendenza croata, anche il tratto confinario (terrestre e marittimo) tra i due paesi, nei pressi di Sutorina, è stato oggetto di alcune dispute.